# Metropolie Rhodos
Metropolie Rhodos je jedna z metropolií Konstantinopolského patriarchátu, nacházející se na území Řecka.

## Historie
Za zakladatele křesťanství na Rhodosu je považován apoštol Pavel, který prošel Rhodem na své zpáteční cestě do Jeruzaléma. Podle tradice společník apoštola Pavla Silas kázal a konal zázraky na Rhodosu.
Eparchie Rhodos byla založena roku 325 a byla sufragánou metropolie Efez. Roku 451 přešla pod jurisdikci konstantinopolského patriarchátu.
V 7. století měla metropolie Rhodos 11 sufragáních eparchií ale jejich počet postupně klesal a ve 14. století neměla ani jednu sufragánu. Mezi sufragánní eparchie patřily např. Astypalaia, Nisyros, Leros či Samos.
Po Osmanském dobytí byla obnovena eparchie Leros, která se stala roku 1888 samostatnou metropolií.
Současný titul metropolitů je; Metropolita Rhodosu, hypertimos a exarcha Kykladských ostrovů.